# Sobotovice
Sobotovice är en ort i Tjeckien.   Den ligger i regionen Södra Mähren, i den sydöstra delen av landet, 190 km sydost om huvudstaden Prag. Sobotovice ligger 209 meter över havet och antalet invånare är 472.
Terrängen runt Sobotovice är platt. Runt Sobotovice är det ganska tätbefolkat, med 155 invånare per kvadratkilometer. Närmaste större samhälle är Brno, 15,5 km norr om Sobotovice. Trakten runt Sobotovice består till största delen av jordbruksmark.